# Subotički glasnik
Subotički glasnik odnosno Subatički glasnik je bio tjednik na hrvatskom jeziku, koji je izlazio u Subotici.
Pokrenuli su ih bunjevački Hrvat Kalor Milodanović i Srbin Božidar Vujić.
U zaglavlju se ova tiskovina definirala kao "novina za prosvitu, zabavu i gazdinstvo".
Izlazio je subotom.
Urednik mu je bio novinar Kalor Milodanović, jednim od nositelja hrvatskog preporoda u Bačkoj.
Za glavnog suradnika je imao javnog djelatnika i mecenu Božidara Vujića. List je imao velikih teškoća u poslovanju, jer je držao niske pretplate, ciljno tržište - bunjevački i šokački Hrvati su bili nacionalno neosviješteni te se nisu pretplaćivali, a pritisci ugarskih vlasti su bili veliki. Stoga su Milodanović i Vujić zamolili biskupa Strossmayera da ih financijski pomogne, što je ovaj i učinio, nakon što se konzultirao s Ivanom Antunovićem, koji je također financijski pomagao tiskanje ovih novina, iako nije imao dobrih osobnih iskustava s Milodanovićem.
Poznato pero koje je pisalo za Subotički glasnik bio je Josip Jukić Manić, hrvatski književnik, svećenik i narodni preporoditelj
Točan nadnevak izlaska prvog broja nije poznat, smatra se da je bilo 1. kolovoza 1873. godine ili dan poslije. Nadnevak izdanja drugog broja je poznat, 9. kolovoza 1873. godine. Prestao je izlaziti 1876. godine, nakon što je pokretač i urednik Kalor Milodanović zbog pritisaka i prijetnji uhićenjem od ugarskih vlasti bio prisiljen pobjeći u Kneževinu Srbiju.